# Chiesa di San Marco (L'Aquila)
La chiesa di San Marco è un edificio religioso dell'Aquila. Edificata tra il XIII e il XIV secolo, è posta sull'omonima piazza San Marco, di cui condivide lo spazio con la chiesa di Sant'Agostino, e si trova in prossimità anche della chiesa delle Anime Sante. Nel 1902 è stata dichiarata monumento nazionale.
È rimasta gravemente danneggiata dal terremoto del 2009 ed è attualmente è inagibile. Nel 22 agosto 2015 la regione Veneto adottò la chiesa per la ricostruzione, ma per mancanza di fondi i lavori sono ancora fermi.

## Storia e descrizione
La chiesa si affaccia in modo scenografico su Piazza San Marco, insieme alla chiesa di Sant'Agostino, fu costruita nel XIII secolo dai castellani di Pianola di Roio, dedicata a San Marco Evangelista loro patrono, ed è inclusa nella periferia del Quarto di Santa Gista al confine col Quarto di San Marciano. All'epoca angioina risale, escludendo le parti rifatte per via dei terremoti, il monumentale portale romanico centrale strombato con un affresco in lunetta, ispirato sicuramente al portale maggiore della chiesa di Santa Giusta, la parrocchia capoquartiere del rione.
Il secondo portale sul fianco destro (via Neri), rivolto verso la chiesa di Sant'Agostino, sembra più tardo, forse del XV secolo, e secondo alcuni, tra cui l'Antonini, apparterrebbe alla scomparsa chiesa di Santa Maria di Bagno, edificata da questi castellani (i Bagnesi) nel XIII secolo a poca distanza da Sant'Agostino, e demolita dopo il sisma del 1703. Tale portale è romanico, decorato dall'Agnello Mistico con il gruppo del Tetramorfo degli Evangelisti.
La chiesa di San Marco fu rifatta dopo il terremoto del 1461, in forme rinascimentali. Ugualmente ricostruita ampiamente, in forme tardobarocche, dopo il terremoto del 1703, la chiesa è in fase di restauro dopo l'ultimo sisma del 2009, ma i lavori non sono iniziati, e vi son o solo i puntellamenti, in parte sostituiti da nuove impalcature nel febbraio 2019.
La chiesa ha pianta rettangolare a navata unica, di cui la facciata rimane la parte originale, caratterizzata da muratura in pietra bianca e portale trilobato con lunetta trecentesca affrescata. Come anche le chiese di San Flaviano della Torre e Santa Maria di Roio, è probabile che la chiesa fosse stata ricostruita dopo il 1703 in forme più ridotte, vista la sproporzione del portale maggiore con il resto della facciata, che sembra essere contratta tra i due campanili turriti gemelli, realizzati nel 1750 con eleganti decorazioni fitomorfe presso gli archi di ciascun lato. Sopra il portale, vi è un piccolo finestrone in asse.
L'interno a navata unica è decorato da paraste corinzie e ioniche, con nicchie di altarini laterali, l'altare maggiore e infine la volta a botte lunettata. L'abside è semicircolare, è stata danneggiata insieme alla volta con vari crolli per via del sisma del 2009.
All'interno della cappella Manieri, era presente il gruppo scultoreo ligneo in foglia d'oro, raffigurante "La Pietà", del XVI secolo, restaurato nel 2017 grazie ai contributi della Fondazione Città Italia, è ora visibile presso la sagrestia della Chiesa delle Anime Sante, poco distante.